# 이와사와 겐키치
이와사와 겐키치(일본어: 岩澤 健吉, 1917년 9월 11일 ~ 1998년 10월 26일)는 일본의 수학자다. 대수적 수론에 공헌하였고, 특히 그 한 분야인 이와사와 이론을 창시하였다.

## 생애
1917년 9월 11일 군마현 기류시에서 태어났다. 도쿄도 네리마구의 무사시 구제고등학교(일본어: 武蔵高等学校, 오늘날의 중2~대학 2학년에 해당, 現 무사시 대학)를 졸업하였으며, 1945년에 도쿄 제국 대학에서 이야나가 쇼키치 아래서 박사 학위를 수여받았다. 졸업 후 흉막염에 걸려, 1947년 4월에 학업에 되돌아올 수 있었다. 1949년~1955년 동안 도쿄 대학 조교수로 있었다.
1950년에 미국에 초청되어, 이후 2년 동안 프린스턴 고등연구소에서 있었다. 1952년 봄에 매사추세츠 공과대학교 교수가 되었다. 1967년에 프린스턴 대학교로 이전하였다.
1987년에 일본으로 귀국하였다.
1998년 10월 26일 도쿄에서 사망하였다.

## 저서
일본어로 쓴 책 《대수함수론》(일본어: 代数函数論)과 《국소유체론》(일본어: 局所類体論)을 남겼다. 이들은 영어로도 번역되었다.
- 岩澤健吉 (1973년 10월 31일). 《代数函数論》. 現代数学 (일본어) 11 増補版판. 岩波書店. ISBN 4-00-005632-8. 2011년 1월 25일에 원본 문서에서 보존된 문서. 2010년 7월 15일에 확인함.
- 岩澤健吉 (1980년 2월 18일). 《局所類体論》. 数学選書 (일본어). 岩波書店. ISBN 4-00-005230-6. 2014년 7월 14일에 원본 문서에서 보존된 문서. 2010년 7월 15일에 확인함.

## 같이 보기
- 페르마의 마지막 정리

## 참고 문헌
- Coates, John (1999년 10월). “Kenkichi Iwasawa (1917–1998)”. 《Notices of the American Mathematical Society》 (영어) 46 (10): 1221–1225. MR 1715578. Zbl 1194.01081.